# Mount MacArthur
Der Mount MacArthur ist ein rund 1450 m hoher Berg auf Südgeorgien im Südatlantik. Er ragt 3 km nordnordöstlich des Mount Kling und 4,7 km ostnordöstlich des Nordenskjöld Peak am Kopfende des Heaney-Gletschers auf.
Der South Georgia Survey nahm zwischen 1951 und 1957 Vermessungen vor. Das UK Antarctic Place-Names Committee benannte ihn 2006 nach der britischen Seglerin Ellen MacArthur (* 1976).